# 戴思杰
戴思杰（1954年3月2日—），福建莆田人，生于四川成都，著名旅法华人作家，同时也是法国较活跃的电影导演及编剧。他的文学作品有《巴尔扎克和中国小裁缝》、《夜孔雀》等，电影导演作品有《高山庙》、《巴尔扎克与小裁缝》等。其文学作品大多数是用法文创作。

## 生平
戴思杰生于四川省成都市，為醫生之子，1971年至1974年被下放到四川雅安接受「再教育」。1984年到法國留學，輾轉進入高級電影研究學院。
2000年，戴思杰在法国推出他的第一部小说《巴尔扎克和中国小裁缝》。这部小说是用法文创作，中文译本于2003年在中国出版。
在电影创作方面，他根据自己创作的同名小说改编并执导的电影《巴尔扎克与小裁缝》曾于2002年在第55届戛纳电影节上成為「注目单元」的开幕电影首映，并获得2003年美国金球奖最佳外语片提名。

## 小說
- 《巴尔扎克与小裁缝》
- 《釋夢人》，又譯《狄先生的情结》（Le Complexe de Di）
- 《某夜，月未升……》

## 电影作品
- 《牛棚》
- 《吞月亮的人》
- 《第十一子》
- 《巴尔扎克与小裁缝》（2002）周迅、刘烨、陈坤主演
- 《植物学家的女儿》（2006）李小冉主演
- 《夜孔雀》（2016）刘亦菲主演